# Aeroportul Valence-Chabeuil
Aeroportul Valence-Chabeuil (IATA: VAF, ICAO: LFLU) este un aeroport din Auvergne-Ron-Alpi, Franța metropolitană, Franța ce deservește zona Valence. Aeroportul a fost tranzitat în 2009 de 1.665 de pasageri. A fost numit după zona deservită.
Situat la o altitudine de 160 m, aeroportul dispune de o singură pistă.